# Hervé Cornillie
Hervé Cornillie (Doornik, 7 oktober 1979) is een Belgisch politicus voor de liberale MR.

## Levensloop
Cornillie werd in 2000 bachelor in economie en bedrijfsbeheer aan de UCL en in 2003 licentiaat in de politieke wetenschappen aan de ULB.
Van 2003 tot 2004 was hij privésecretaris van Hervé Hasquin, toenmalig minister-president van de Franse Gemeenschap. Vervolgens werkte Cornillie van 2004 tot 2006 als redacteur bij de Nationale Unie van Liberale Mutualiteiten en was hij van 2006 tot 2008 parlementair medewerker van Jean-Luc Crucke, Waals Parlementslid en daarna federaal Kamerlid.
Van 2008 tot 2009 werkte Hervé Cornillie als junior developer bij het cosmeticabedrijf Yves Rocher en daarna was hij in 2010 enkele maanden medewerker op de klachten- en de kwaliteitsdienst van bpost bank. Vervolgens was Cornillie van 2010 tot 2013 directeur-generaal van de sportfederatie Ligue Handisport Francophone en van februari tot september 2013 verantwoordelijke voor de administratie en financiën van het Belgian Paralympic Committee. 
In oktober 2013 ging Cornillie aan de slag bij het interfederaal gelijkekansencentrum Unia als medewerker op de dienst Handicap, om vervolgens van 2014 tot 2016 voor de gemeente Frasnes-lez-Anvaing te werken, als coördinator en projectleider van het sociale cohesieplan. Van 2016 tot 2017 was hij corporate en event coordinator bij de Koninklijke Muntschouwburg in Brussel. Tegelijkertijd was hij van 2013 tot 2015 en van 2016 tot 2017 opnieuw parlementair medewerker van Jean-Luc Crucke. In 2017 werd Crucke Waals minister, waarna Cornillie van 2017 tot 2019 als particulier secretaris op diens kabinet ging werken.
Bij de gemeenteraadsverkiezingen van 2000 werd Cornillie voor de toenmalige PRL, de huidige MR, verkozen tot gemeenteraadslid van Leuze-en-Hainaut. Van 2006 tot 2012 was hij er schepen van Financiën, Handel, Middenstand, Feestelijkheden, Landelijke Ontwikkeling en Jeugd en van 2012 tot 2018 eerste schepen, bevoegd voor werk, economische ontwikkeling, openbare werken, energie, landbouw, mobiliteit en toerisme. Nadat Cornillie in 2015 tevergeefs probeerde om de bestuursmeerderheid in Leuze omver te werpen en zelf burgemeester te worden, werden hem zijn bevoegdheden als schepen ontnomen. In maart 2018 trok hij zich terug van de MR-lijst voor de gemeenteraadsverkiezingen, omdat een deel van de partij dreigde op te komen met een scheurlijst, en nam hij ook ontslag als gemeenteraadslid en schepen.
In september 2019 werd Cornillie voor het arrondissement Doornik-Moeskroen-Aat lid van het Waals Parlement en het Parlement van de Franse Gemeenschap als opvolger van Waals minister Jean-Luc Crucke. Hij bleef beide functies uitoefenen tot in januari 2022, toen Crucke ontslag nam als Waals minister en zijn parlementaire functies opnieuw opnam.
Na zijn parlementaire carrière was Cornillie van 2022 tot 2023 secretaris-generaal van de Franstalige Motorrijdersbond en in dezelfde periode leraar economie aan het Institut Saint-André in Elsene. Van januari tot juni 2024 werkte hij als adviseur op het kabinet van Waals minister Adrien Dolimont.
Bij de federale verkiezingen van juni 2024 werd Cornillie vanop de vierde plaats van de MR-lijst verkozen in de Kamer van volksvertegenwoordigers voor de kieskring Henegouwen.